# Sangue nero
Sangue nero è un singolo del gruppo musicale italiano Linea 77, pubblicato il 14 giugno 2019 come secondo estratto dal quinto EP Server sirena.

## Descrizione
Realizzato con la partecipazione del rapper Ensi, il brano è caratterizzato da un testo cupo e da una forte componente elettronica, curata dal produttore The Bloody Beetroots.

## Video musicale
Il videoclip, diretto da FP Bano e Roberto Graziano Moro, è stato pubblicato il 2 agosto 2019 ed è un collage di varie riprese tratte dal tour tenuto dal gruppo nell'estate di quell'anno.

## Tracce
1. Sangue nero (feat. Ensi) – 2:42